# Спачо Бањоло (Мачерата)
Спачо Бањоло је насеље у Италији у округу Мачерата, региону Марке.
Према процени из 2011. у насељу је живело 93 становника. Насеље се налази на надморској висини од 148 м.